# 四半期配当実施企業一覧
四半期配当実施企業一覧（しはんきはいとうじっしきぎょういちらん）は、四半期配当を実施している企業の一覧である。従来は商法の規定により期末配当と中間配当の年2回しか認められていなかったが、2005年に成立した会社法で、定款に定めることにより、取締役会の決議にとって原則として回数の制限なく配当を行えることとなった。

## 日本株

### ア行
- あおぞら銀行（8304）

### カ行
- 構造計画研究所HD (208A)
- コムチュア（3844）

### サ行
- GMOインターネット（9449）
- GMOクリックホールディングス（7177）

### タ行
- 東北新社（2329）

### ナ行
- 日本創発グループ（7814）東京リスマチックが持株会社に移行。
- 日本和装ホールディングス (2499)

### ハ行
- 光通信（9435）
- ホギメディカル（3593）
- 北洋銀行 (8524)

### ラ行
- ラウンドワン (4680)
- Lib Work (1431)
- リンクアンドモチベーション（2170）

## 米国株
- アップル[2]
- マクドナルド[2]
- ペプシコ[2]